# Hyundai Motor Europe
Hyundai Motor Europe GmbH er den europæiske division af sydkoreanske Hyundai Motor Company, de har hovedkvarter i Offenbach am Main, Tyskland. De har et forskning- og udviklingscenter i Frankfurt am Main og tre fabrikker i: Nošovice, Tjekkiet; Sankt Petersborg, Rusland; Istanbul, Tyrkiet.